# Robert-Bosch-Berufskolleg (Duisburg)
Das Robert-Bosch-Berufskolleg (RBBK) in Duisburg ist eine Schule der Sekundarstufe II.
Rund 2.000 Schüler besuchen das Robert-Bosch-Berufskolleg in Duisburg. In den dualen Ausbildungsgängen werden Industriemechaniker, technische Produktdesigner, Werkstoffprüfer, Mechatroniker, Verfahrenstechnologen, Maschinen- und Anlagenführer sowie Elektroniker und Fachkräfte für Automatenservice ausgebildet. Darüber hinaus erfolgen vollzeitschulische Ausbildungen an der Berufsfachschule und die Doppelqualifikation zum Fachabitur. Am RBBK ist auch eine Fachschule für Maschinenbautechnik (Voll- und Teilzeitform) und Werkstofftechnik (Teilzeitform) angesiedelt. die zum Abschluss staatlich geprüfter Techniker qualifiziert. Mehr als 80 Lehrer unterrichten am RBBK.
Die Stadt Duisburg ist geprägt durch den Strukturwandel im Duisburger Norden, insbesondere den Wandel in der Stahlindustrie. Durch Werkschließungen, Fusionen und Rationalisierung sind eine Vielzahl von Arbeitsplätzen gerade für gering qualifizierte junge Männer abgebaut worden. Speziell diesen jungen Menschen bietet das Robert-Bosch-Berufskolleg durch seine Bildungsangebote, sein Förderkonzept, seine gute schulische Ausstattung und eine wertschätzende Lern- und Arbeitsatmosphäre die Möglichkeit, zusätzliche Qualifikationen, Kompetenzen und Schulabschlüsse mit dem Ziel der gesellschaftlichen Teilhabe zu erwerben.
In intensiver Zusammenarbeit mit den vielen Ausbildungsbetrieben verabschieden die Kollegen des Robert-Bosch-Berufskollegs jährlich ca. 350 junge Menschen als dringend benötigte Fachkräfte in ihren Beruf. Knapp ein Fünftel von ihnen hat neben dem Facharbeiter- oder Gesellenbrief auch die Fachhochschulreife erworben; so kann sich dieser Gruppe eine Vielzahl von neuen Möglichkeiten im Prozess des lebenslangen Lernens eröffnen.

## Geschichte

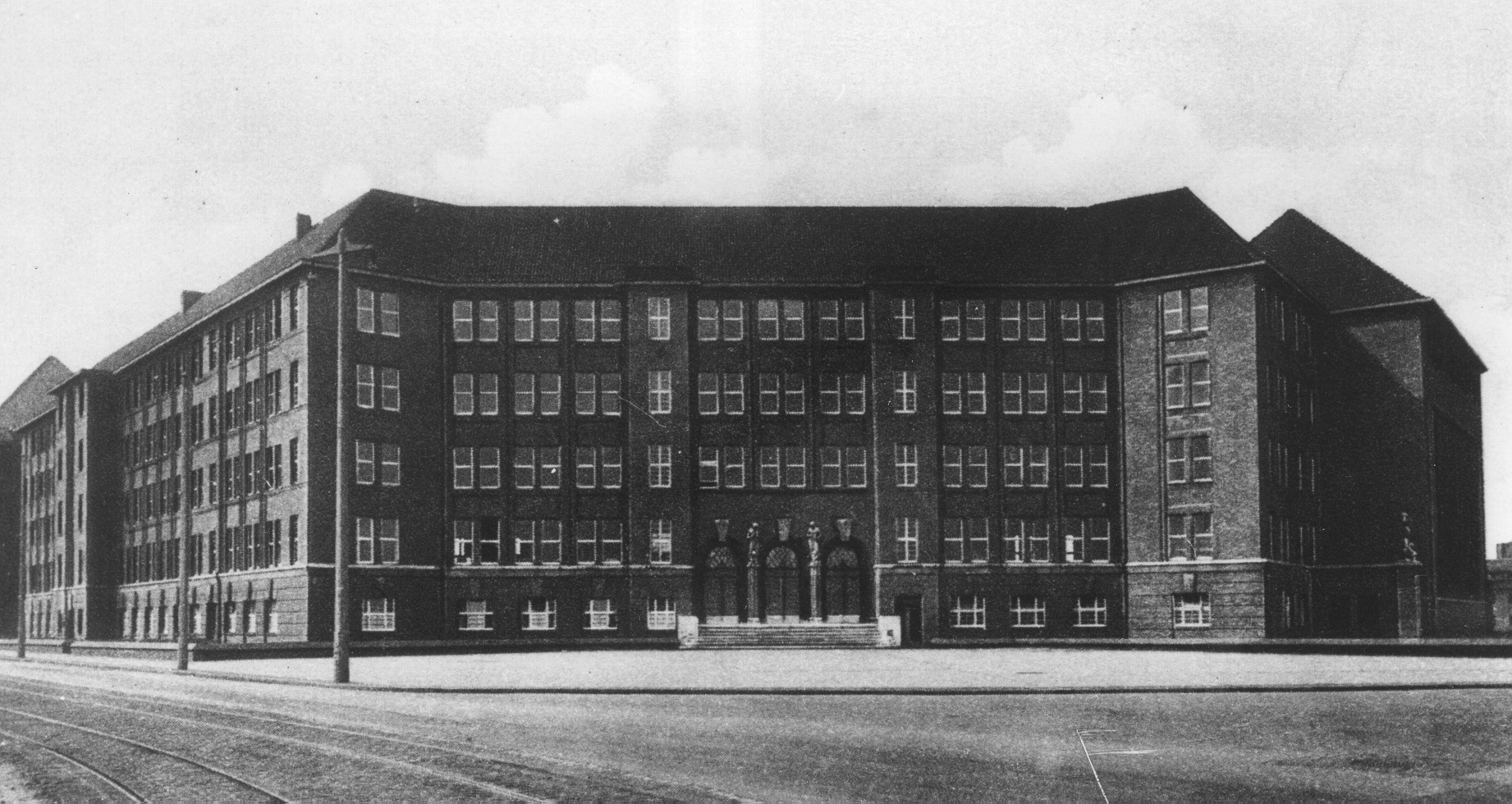
Vorderansicht der damaligen „Gewerblichen Berufsschule Hamborn“, 1929

Das Robert-Bosch-Berufskolleg in Duisburg wurde 1897 nach einem Beschluss der Gemeinde Hamborn errichtet, anfangs als Fortbildungsschule für 30 Jugendliche, die ein Handwerk erlernen sollten. Aus der „Fortbildungsschule“ wurde 1920 die „Gewerbliche Berufsschule“ der Stadt Hamborn. Der Beschluss der Stadtverordnetenversammlung zur Errichtung eines Gebäudes zur gewerblichen Berufsschule erfolgte 1926. Der Berufsschulneubau an der August-Thyssen-Straße wurde 1929 bezogen.
Die Berufsaufbauschule wurde 1956 in Abendform eingerichtet. Aus der „Gewerblichen Berufsschule der Stadt Hamborn“ wird die „Städtisch Gewerblich-technische Schule Duisburg-Hamborn“. 1967 wurde die Fachschule Technik für Maschinenbau eingerichtet. Zwei Jahre später wurde die Fachoberschule eingerichtet. 1978 folgt die Neuordnung der Berufsschulen nach beruflichen Schwerpunkten. Aus der „Städtisch Gewerblich-technischen Schule Duisburg-Hamborn“ wird die „Städtische Berufsbildende Schule für Technik DU-Nord“. Ab 1979 wurde ein Schulversuch Kolleggschule – Fächerintegration und Doppelqualifikation – durchgeführt. Aus der „Städtischen Berufsbildende Schule für Technik DU-Nord“ wird die „Städt. Kollegschule und Fachschule für Technik Duisburg-Nord“. Die „Städtische Kollegschule und Fachschule für Technik Duisburg-Nord“ gab sich 1994 sich den Namen „Robert-Bosch-Kollegschule“. Der Schulversuch Kollegschule wurde 1997 beendet (Berufskolleggesetz). Aus der „Robert-Bosch-Kollegschule“ wird das „Robert-Bosch-Berufskolleg“.